# James Challis

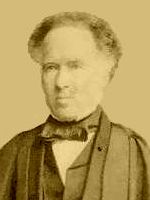

James Challis (Braintree (Essex), 12 december 1803 – Cambridge, 3 december 1882) was een Engels natuurkundige en astronoom. Hij hield zich bezig met de ruime natuurkunde maar is vooral bekend voor de ontdekking van de planeet Neptunus in 1846.

## Biografie
Hij groeide op In Braintree (Essex) waar zijn vader, John Challis, steenkapper was. Na enkele lokale scholen studeerde hij af aan het Trinity College, Cambridge in 1825 als Wrangler en ontving de Smith's Prize. Hij werd verkozen als raadslid van Trinity in 1826 en werd ingewijd in 1830.
In 1831 trouwde hij Sarah Copsey geboren als Sarah Chandler, een weduwe en nam hierdoor ontslag als raadslid van Trinity. Ze kregen een zoon en een dochter.
Hij hield zich bezig met de parochie van Papworth Everard tot 1852.
Hij ligt begraven naast zijn vrouw op Mill Road kerkhof in Cambridge.

### Professor
Vanaf 1836 tot aan zijn dood, stond hij aan het hoofd van het Observatorium van Cambridge en werd hij benoemd tot "Plumian Professor of Astronomy and Experimental Philosophy". Hij doceerde natuurkunde en was lid van de jury voor de Smith's prijs. Hierdoor kwam hij in contact met studenten zoals George Stokes, Arthur Cayley, John Couch Adams, William Thomson (later Lord Kelvin), Peter Guthrie Tait and James Clerk Maxwell. Hij prees Thomson en Stokes aan in hun aanvraag voor een leerstoel in de Universiteit van Glasgow, en voor Maxwell in de Universiteit van Aberdeen. Samen met Thomson jureerde hij in 1857, het artikel over de ringen van Saturnus door Maxwell voor de Adams prijs.
In totaal publiceerde hij 225 artikels in de vakgebieden wiskunde, Fysica, natuurkunde en astronomie. In 1870 werd hij herverkozen als raadslid van Trinity.

### Cambridge Observatorium
Challis volgde George Biddell Airy op in het observatorium en verbeterde het instrumentarium en de kwaliteit van de observaties geleidelijk aan. Hij ontdekte de brokken van de komeet 3D/Biela op 15 januari 1846 en zag beide stukken terug in 1852.
Hij heeft op vlak van astronomie verschillende uitvindingen en publicaties gepresenteerd, waaronder 60 wetenschappelijke artikels, verschillende observaties van kometen en asteroïden, de uitvinding van de meteoroscoop in 1848, de uitvinding van de transit-reducer in 1849 en de publicatie van de 12-delige reeks Astronomical Observations Made at the Observatory of Cambridge.
Hij en zij vrouw woonden 25 jaar lang in het observatorium. Hij nam nam ontslag op de observatiepost omdat hij door chronische stress niet meer in staat was observaties te doen. Hij werd opgevolgd door Adams maar behield wel zijn professoraat tot aan zijn dood.

### De zoektocht naar de 8ste planeet
Vanaf 1846 gingen Airy en Challis op zoek naar de 8ste planeet. Adams had de plaats ongeveer bepaald aan de hand van onregelmatigheden in de baan van Uranus in 1844. Adams vond de planeet echter niet en een systematisch zoektocht van de gehele hemel kon op weinig enthousiasme rekenen. Uiteindelijk starten Airy en Challis toch in juli 1846 zonder te weten dat de Fransman Urbain Le Verrier een gelijkaardige plaatsbepaling had gedaan. De Duitse astronoom Johann Gottfried Galle, bijgestaan door Heinrich Louis d'Arrest, bevestigen de plaatsbepaling van Le Verrier op 23 september. De planeet werd Neptunus genoemd. Uit de noties van Challis bleek dat hij de planeet reeds tweemaal had geobserveerd maar de moeite niet had gedaan om deze te identificeren. Dit verweet Challis zichzelf en gaf de reden van de verwaarlozing wegens de werkdruk in het observatorium in een brief van 12 oktober 1846 toe aan Airy .
```
 
quote
 : I have been greatly mortified to find that my observations would have shewn me the planet in the early part of August

if I had only discussed them. ... I delayed doing this ... chiefly because I was making a grand effort to reduce the vast
numbers of comet observations which I have accumulated and this occupied the whole of my time.
```

### Natuurkundige
Challis was ook actief op het vlak van hydrodynamica en optica. Hij ondersteunde de golftheorie van het licht en herstelde zo de theorie van het ether om de voortplanting van het licht mogelijk te maken. Hij verwierp echter het idee dat het ether een elastisch vaste massa was. Zijn geloof dat het een vloeistof was bracht hem in discussie met Airy en Stokes. Hij leidde elk natuurkundig fenomeen af van een bolvormig model gevuld met een vloeistof.

### Theologie
Challis was het oneens met Charles Wycliffe Goodwins opvattingen over Genesis die stonden in Essays and Reviews (1860). Challis zag Genesis als het plan en niet als de letterlijke chronologische volgorde waardoor het niet tegenstrijdig was met de geologische ontdekkingen.

## Eerbetuigingen
- Lid van de Royal Astronomical Society, (1836);[1]
- lid van de Royal Society (Fellowschip), (1848);[1]
- Bronzen medaille op de Great Exhibition voor de uitvinding van de transit-reducer, (1851).[1]
- Het distributed.net UK team, oorspronkelijk Cambridge University team, is naar hem genoemd.[9]
- De maankrater Challis is naar hem genoemd.[10]

### Door Challis
- Challis, J. (1861) Creation in Plan and Progress
- — (1869). Notes on the Principles of Pure and Applied Calculation; and Applications of Mathematical Principles to Theories of the Physical Forces. Deighton, Bell and Co., Cambridge.
- (1871) A Translation of the Epistle of the Apostle Paul to the Romans
- (1873) An Essay on the Mathematical Principles of Physics
- (1875) Remarks on the Cambridge Mathematical Studies
- (1880) Essay on the Scriptural Doctrine of Immortality

### Observaties
- (en)  James Whitbread Lee Glaisher (1882-3) "James Challis" Monthly Notices of the Royal Astronomical Society, 43: 160–79

### Over Challis
- [Anon.] (2001) "Challis, James", Encyclopaedia Britannica, CDROM Deluxe edition
- Clerke, A. M. (2006) "Challis, James (1803–1882)", rev. David B. Wilson, Oxford Dictionary of National Biography, Oxford University Press, online edn, Oct 2006, accessed 17 September 2007
- Olin J. Eggen (1970–1981) "Challis, James" in Gillespie, C.C. (ed.). Dictionary of Scientific Biography. Charles Screibner's Sons, New York, 186–187. ISBN 0-684-16970-3.
- Standage, T (2000). The Neptune File: Planet Detectives and the Discovery of Worlds Unseen. Allen Lane, Londen. ISBN 0-7139-9472-X.

- Gemeinsame Normdatei: 116481749
- International Standard Name Identifier: 0000 0000 7780 9909
- Library of Congress Control Number: no2010070618
- Istituto Centrale per il Catalogo Unico: PUVV459404
- SNAC: w6nw0nrd
- Système universitaire de documentation: 085102377
- Virtual International Authority File: 20432981
- WorldCat: E39PBJf8yxrBqTj4jF686VcF8C